# Erebia epistgyne
Erebia epistgyne là một loài bướm ngày thuộc họ Nymphalidae. Nó được tìm thấy ở Pháp và Tây Ban Nha. Môi trường sống tự nhiên của chúng là vùng đồng cỏ ôn đới.
Chiều dài cánh trước là 22–25 mm. Con trưởng thành bay từ tháng 3 đến tháng 5.